# 托比亞斯·伯格
托比亞斯·伯格（丹麥語：Tobias Bjerg，1998年4月22日—）是丹麥游泳運動員。他代表丹麥參加2019年世界游泳錦標賽男子50、100公尺蛙式和2020年夏季奧林匹克運動會男子100公尺蛙式。

## 外部連結
- 托比亞斯·伯格在FINA（英语）
- 托比亞斯·伯格在SwimRankings.net（英语）
- 托比亞斯·伯格在Olympics.com（英语）
- 托比亞斯·伯格在Olympedia（英语）